# دبليو. دبليو. كونر
دبليو. دبليو. كونر (بالإنجليزية: W. W. Conner) هو سياسي أمريكي، ولد في 7 نوفمبر 1882 في أوكلاند في الولايات المتحدة، وتوفي في 9 أغسطس 1938 في سياتل في الولايات المتحدة. حزبياً، نشط في الحزب الجمهوري. وقد انتخب عضو مجلس نواب واشنطن.